# Henri François de Bombelles (militär)
Henri François de Bombelles, född den 25 februari 1681 i Huningue, död den 29 juli 1760 i Bitche, var en fransk greve och militär. Han var far till Marc Marie de Bombelles och farfar till Henri François de Bombelles.
de Bombelles stammade från en portugisisk släkt som överflyttat till Frankrike och Österrike. Han tjänstgjorde först i marinen, men övergick 1701 till armén. Han kämpade med utmärkelse i spanska successionskriget och deltog som överste i Österrikes krig mot turkarna i Ungern 1717. Hemkommen till Frankrike, blev han guvernör för hertigen av Chartres, sonson till hertigen av Orléans ("regenten"), samt kommendant på fästningen Bitche och generallöjtnant.